# Daniel Cnattingius
Daniel Cnattingius, född 6 juli 1666 i Västerlösa socken, död 19 oktober 1733 i Västra Ny socken, var en svensk präst.

## Biografi
Daniel Cnattingius föddes 6 juli 1666 i Västerlösa socken. Han var son till kyrkoherden Sveno Cnattingius och Helena Dalhemius. Cnattingius blev 1686 student vid Lunds universitet, Lund och 1693 filosofie kandidat. Han var mellan 1686 och 1693 kollega i Söderköping och prästvigdes 27 juli 1694. Cnattingius blev 1694 komminister i Skänninge församling, Skänninge pastorat och 1699 kyrkoherde i Västra Ny församling, Västra Ny pastorat. Han avled 19 oktober 1733 i Västra Ny socken. Från 1699 fram till sin död var han brunnspredikant vid Medevi brunn.
Cnattingius orerade vid jubelfesten i Lund 1693 och var respondent vid prästmötet 1701.

### Familj
Cnattingius gifte sig första gången 2 maj 1695 med Ebba Arenander (död 1698). Hon var dotter till tullinspektören Lars Arenander vid Barösund, Gryts socken. De fick tillsammans barnen Lars (1696–1744), Elin (1697–1698) och Anna (1698–1698).
Cnattingius gifte sig andra gången 30 maj 1699 med sysslingen Elisabeth Dyk (1675–1738). Hon var dotter till kyrkoherden Andreas Petri Dyk och Margareta Dalin i Skänninge. De fick tillsammans barnen Margareta, två söner (1703–1703), en son (1704–1704), en dotter (1705–1705), Ebba (1707–1770), en son (1708–1708), Elisabeth (1710–1762), Anders Cnattingius (1711–1787), en son (1713–1713), Daniel (1715–1715) och Anna Helena (1716–1717).